# Эначе, Тома
Тома Эначе (рум. Toma Enache, арум. Toma Enache) — румынский режиссер, продюсер, поэт и актер.

## Биография
Тома Эначе родился 1 ноября 1970 года в селе Михаил Когэлничану, Румыния, в семье арумынских иммигрантов, его отец родился в Битоле, а мать была из Софии, Болгария.
После окончания среднего образования в Констанце Эначе поступил на факультет зоотехники Университета агрономических наук и ветеринарной медицины Бухареста, так как любил животных. Но так как ему нравилась еще и поэзия, что, в свою очередь, сблизило его с театром, он поступил еще и на театральный факультет Национального университета театра и кино Караджале. Таким образом, Эначе окончил первый в 1996 году, а второй - в 1997 году.
Он поставил множество успешных пьес, поставленных в Румынии и за рубежом, все на арумынском языке. Энаке также опубликовал три тома личных стихов на арумынском языке и перевел на арумынский язык несколько стихотворений и пьес.
Автор первого фильма на арумынском языке Nu sunt faimos dar sunt aromân («Я не знаменит, но я арумынец»). Фильм получил несколько международных наград. Энаке также является автором Între chin şi amin («Между болью и амином»), первого художественного фильма на тему эксперимента Питеша. Энаке также входил в актерский состав фильма Николае Мэргиняну Cardinalul («Кардинал») 2019 года.